# World Crest
Le World Crest est un gratte-ciel résidentiel de 222 mètres construit en 2017 à Mumbai en Inde. 